# Burg Hossingen
Die Burg Hossingen, Schloss Burtel oder auch Hossenburg genannt, ist der Rest einer Spornburg bei 830 m ü. NN im Tal (Kurzform örtlicher Dialekt: Burtel) 750 Meter südwestlich (Schwäbische Albstraße nach Unterdigisheim) der Kirche von Hossingen, einem Stadtteil von Meßstetten im Zollernalbkreis in Baden-Württemberg. Der Name könnte auf das Wappen Mömpelgards, in rot zwei pfahlweis abgekehrte goldene Barben „der Grafen von Württemberg und Mömpelgard“ als Besitzer der Burg seit 1418 zurückgehen. Eine Ableitung von Burgtal hält Heimatforscher Hermann Krauß für naheliegend. Eine handschriftliche Urkunde von 1521 kann als Bardenstein, Burtelstein oder Bartenstein interpretiert werden.

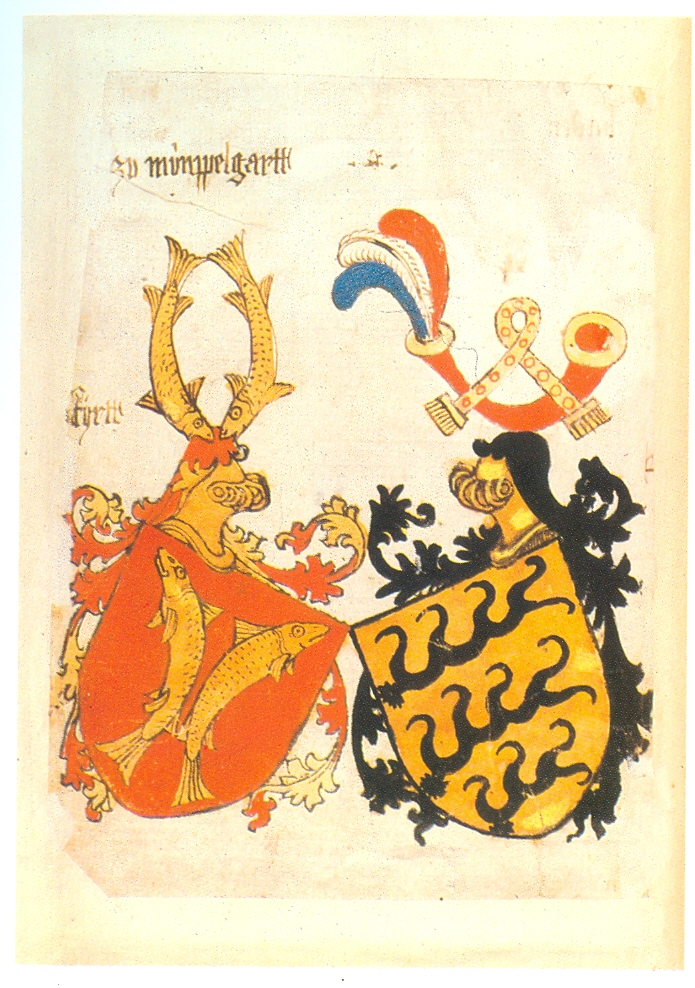
Altes Wirtenberger Wappen 1459, güldene Barben oft Wirtshausschild

## Beschreibung

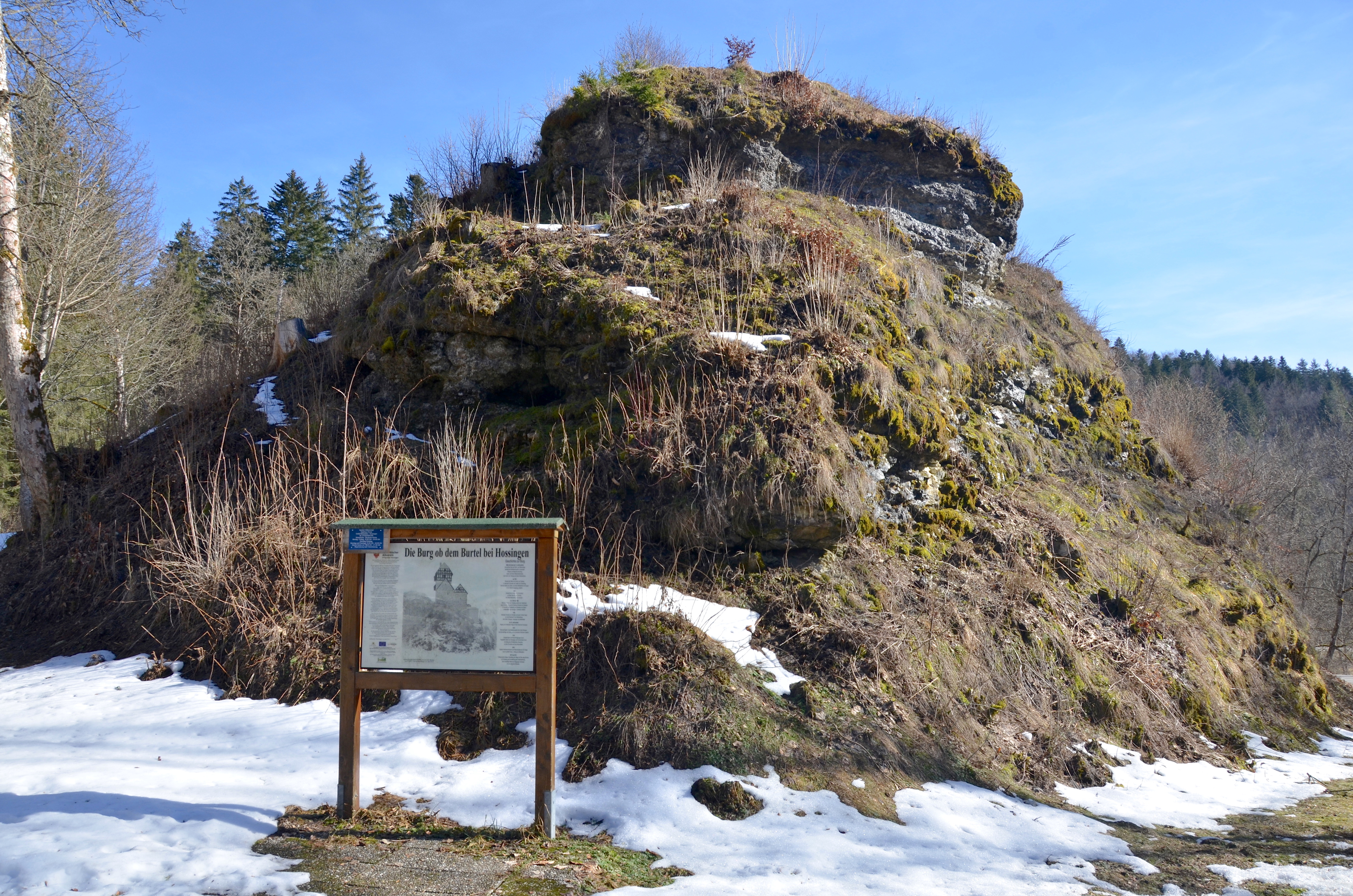
Die Burg ob dem Burtel

Bei der Burganlage handelte es sich um eine Spornburg mit Kernburg und vermutlich einem Wohnturm sowie einer Vorburg mit den Maßen von etwa 9 mal 27 Metern. Hinter den beiden Burgen standen laut Burgenforscher Häring die Scheunen des Wirtschaftshofes. Von der Anlage sind noch wenige Mauerreste und zwei Halsgräben erhalten. Die Sperranlagen auf der rechten Talseite sind mit Ausnahme des Wachturms noch vollständig erhalten. Bis ins 20. Jahrhundert war auch die Burg Gräbelesberg eine Hossinger Burg. Das Weiderecht auf dem Burgstall gehörte auch zu Tieringen.

## Geschichte

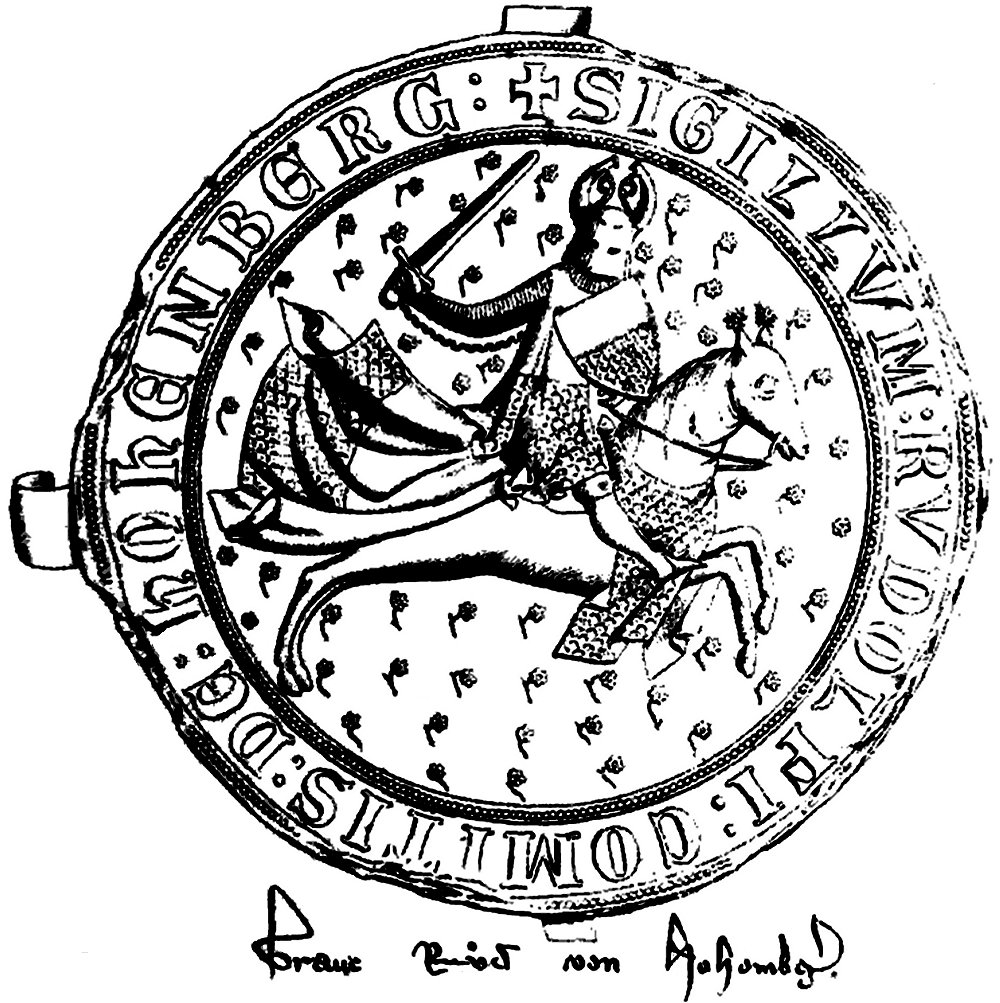
Siegel des Rudolf von Hohenberg

Die Burg wurde in der ersten Hälfte des 12. Jahrhunderts erbaut. Die Flurbezeichnungen Hossenbühl und Hossenhalde erinnern an die Ministerialenfamilie. Die Burgherren waren Ministeriale der Grafen von Hohenberg. Für die Grafen von Hohenberg gilt: die reicheren Geschlechter jener Zeit haben, wie einst die Kaiser in ihren Pfalzen, des Öfteren verschiedene Wohnsitze gehabt. Mitte des 12. Jahrhunderts wird in Urkunden des Klosters St. Blasien und des Klosters Reichenbach ein Richard von Dotternhausen und seine Schwester Rilinda von „Husingin“ erwähnt. Für 1296 und 1306 ist Albert der Hosse genannt, der sich in Heinstetten nachweisen lässt. Dieser ist möglicherweise identisch mit Albrecht von Ozingen(=Hossingen), der 1311 in einer Urkunde im Kloster Wald genannt wird. Um 1300 besitzt Graf Friedrich von Zollern Land und Leibeigene in Hossingen. 1306 verzichtet Graf Friederich von Zollern auf sein Vogteirecht des Hossenguts. Für das Kloster Beuron hatte es Chorherr Berthold von Dürrwangen gekauft. Aus der Familie der Burgherren wirkt ein Burkard von Hossingen 1325 als Laienbruder im Kloster Wald. Berthold und Konrad von Digisheim ebenso, ihre Schwester Mechthild bis 1329 als Äbtissin.
In der hohenbergischen Steuerliste von 1384 wird in Unterdigisheim ein Ritter veranlagt. 1486 wirkt ein Buck von Egk in Unterdigisheim. Laut der Kreisbeschreibung von 1961 sollen die Inhaber der Burg ursprünglich wohl die Hossen gewesen sein, von denen sich ein Albert 1296 und 1306 in Heinstetten nachweisen lässt. Andere Experten sehen in Hosse einen Bei-, Vornamen oder einen Hinweis auf ein Hossengut des Heinstetter Adels. Dr Walter Stettner erforschte die Urkunden der Adelsfamilie und berichtet vom Verkauf des Hossenguts an einen Beuroner Kanoniker. Die Burg gehörte im 14. Jahrhundert zur Grafschaft Hohenberg, 1345 und 1347 erfolgt ein Verkauf mit Hossingen, Tieringen und Meßstetten an Heinrich von Tierberg. Besitzer war die Haiterbachlinie der Herren von Tierberg.

Wappen der Herren von Tierberg

 Damit besitzen die Tierberger alle hoch- und niedergerichtlichen Rechte und werden zu Ortsherren. Sie sind auch Eigentümer der Burg. 1418 verkauft Konrad von Hölstein Tieringen, Meßstetten und Hossingen an Württemberg, behält aber sein Haus in Tieringen. Auf mittelalterlichen Baustellen fielen für den Burgherrn keine Transportkosten an. In einem erhaltenen Lagerbuch von 1560 lassen sich die Burgherren von den Untertanen in Hossingen, Oberdigisheim, Meßstetten und weiteren Orten Bretter von der Sägemühle und Baumaterialien kostenlos auf die Schalksburg fahren. Auch die in der Hossinger Burg gehaltenen Hunde müssen nicht von ihren Besitzern gefüttert werden. Meßstetten, Hossingen und Tieringen liefen ersatzweise Futterhaber zur Ablösung der Pflicht die Hunde der Burgherren zu füttern. Herzog Christoph löst die Frondienste 1557 mit drei Schilling Heller Steuer ab. 1565 wird ein Burgsteig von Meßstetten her erwähnt.

### Besatzung durch wehrpflichtige Hossinger Bürger
Laut der Musterungsliste ab dem Jahre 1521 obliegt den Hossinger Milizsoldaten die Sicherung der Burg. Weitere Sperrwerke im Meßstetter Gebiet befinden sich beim Bschorner Weg (Truppenübungsplatz beim Kählesbühl), Tobelsteige (nach Laufen), Rottweiler Weg (Lochenpass beim Wanderparkplatz) und Eschental (Unter (alte Nebenform Nieder)-Ober-Digisheim). In der letzten erhaltenen Musterungsliste von 1603 stellt Meßstetten mit dem Weiler Hossingen einen Zimmermann, vier Musketenschützen, 49 einfache Schützen, 19 Doppelsöllner (Rüstung), 45 einfache Knechte und einen Fuhrmann mit zwei Raismönchen (Zugtieren) zur Sicherung der verhakten Sperrwerke bei den Burgen Meßstetten und Hossingen. Die Soldaten sind an Sonn- und Feiertagen verpflichtet auf Schießständen zu üben. Im Dreißigjährigen Krieg flüchtete die Bevölkerung in die Mauern der Stadt Ebingen. Dort dienten Soldaten mit Musketen in der Stadtgarde. Der Tageslohn für derlei Arbeiten bestand gewöhnlich in einem Laib Brot. Nesseln und Schnecken bildeten die Ernährungsgrundlage der Bewohner.
Den Salpeter für das Schießpulver stellten Salpetersieder wie der aus Tailfingen stammende Johannes Ammann und Johannes Schempp (Salzsieders Sohn), Kurzform örtlicher Dialekt Salvaiter, in einer Salpeterhütte in Meßstetten her. Spieße wurden auch für Ebingen in Meßstetten angefertigt. Die hohe Kunst Messerstahl für Waffen herzustellen wurde von den Meisten vor Ort beherrscht und galt als wohlgehütetes Berufsgeheimnis.

### Die Wohnungen der Burgbesatzung
Die Steuerliste von 1525 weist für Hossingen vier Gehöfte aus. Ein Klosterhof wird mit 37 J Ackerland und 10.5 Mm Wiesen wird seit 1342 erwähnt. Ein Hof gehörte dem Heiligen in Meßstetten. Die Knechte wohnten in der hiesigen Gegend in stadtähnlich aneinandergereihten eingeschossigen Seldnerhäusern mit Ettertor auf kleinen zugeteilten Ödlandparzellen. In Oberdigisheim Armeleuteviertel in Frommern Granitz genannt. Später erweiterte Seldnerhäuser konnten auf der Eichhalde und in der Talstraße erhalten werden. Somit könnte die in der Sage genannte Stadt Wangen auf die tatsächlich vorhandenen Seldnerhäuser von Lohnwerk verrichtenden Handwerkern und Knechten vom Wirtschaftshof der Burg zurückgehen. Im Herdstättenverzeichnis von 1477 werden in Nüwenghausen 18 Häuser mit Männern und 6 Knechte genannt. Im Staatsarchiv Sigmaringen geht aus einer Urkunde von 1485 hervor: Staimer von Hossingen und Katharina Linsenmann (Linsenma(e)nne) von Margrethausen beurkunden, dass sie mit Zustimmung ihres Junkers Melchior von Tierberg geheiratet haben, dem die Ausstellerin mit Leibeigenschaft verpflichtet und zugehörig ist. Die Aussteller versprechen, dass Katharina Linsenmann und die von ihr geborenen Kinder jeder schriftlichen oder mündlichen Aufforderung ihres Junkers Melchior von Tierberg Folge leisten wird, sich wieder unter seine Herrschaft zu begeben, wie es Leibeigene ihren Leibherren schuldig und pflichtig sind.

### Wasserversorgung
Die Wasserversorgung der Burganlage erfolgte wohl mittels Fässern aus dem Tal. Alte Rechte erlaubten den Viehtrieb von den Weiden am Gräbelesberg in die Täler und die Wassernutzung der stark schüttenden Quellen auf den Gemarkungen Lautlingen und Laufen. Das Regenwasser wurde in einer Zisterne gesammelt. Eine hölzerne Leitung (Deichel) wurde bisher nicht gefunden. Im Umkreis von 700 Metern befinden sich mehrere kleinere Quellen. In der Burgküche wurde zur Zubereitung von Hülsenfrüchten (Erbsen, Bohnen, Linsen) oft schwefelhaltiges Quellwasser genutzt. Aus Quellen in Oberdigisheim (Weiler Geyerbad, 48° 10′ 46,36″ N, 8° 52′ 38,29″ O) Nusplingen (Wildbad, Mayenbad) und einer Quelle in Egesheim wurde dem heutigen Tuttlinger (Fluor 0,61; Kalzium 222; Magnesium 48,7: Sulfat 577: Hydrogencarbonat 211), Balinger und Haigerlocher Mineralwässern wohl weitgehend identische Wässer in der Burgküche vorgehalten.

### Landwirtschaft
Die Burgherren betrieben Ackerbau und Viehzucht. Im Ebinger Lagerbuch von 1561 wird ein alter Zoll erwähnt. Die Bewohner der Burg sind als Bürger von Meßstetten vom Zoll befreit. Die Einwohner weiterer Orte erkauften die Zollbefreiung für den Ebinger Markt. Jeder Haushaltsvorstand lieferte ein Viertel Korn, das sogenannte Zollkorn. Die rings um die Schalksburg bezeugte und verbreitete Käseerzeugung hängt mit der dort vermuteten Welschensiedlung des 8. und 9. Jahrhunderts zusammen. Lautlinger Käse erfreute sich einer gewissen Berühmtheit. Von der Ackerfläche lag stets ein Drittel brach und wurde als Weide benutzt. Neben Emmer und Dinkel wurden im folgenden Jahr Hafer, Gerste, Roggen, Hanf, Lein, Linsen und Erbsen angebaut. Als Düngemittel wurde Gesteinsmehl aus ungebranntem Gips benutzt. Neben eher steinigen Ackerflächen gibt es vor Ort auch sehr fruchtbare Böden. Pfarrer Frischlin, Vater von Nicodemus Frischlin, bemerkte 1548 in einem Witzwort, dass es gibt dritthalb Elemente: Luft und Wind im Überfluss, auch zu Feuer Holz genug, aber Wasser gar nicht und statt Erde Steine. Junker Hans von Tierberg streitet mit dem Tieringer Pfarrer Albrecht Baldorff über die Nutzung Hossinger Ackerlandes. Wegen der Höhenlage kann sich nur beim Michelfeld und im Grund Kaltluft auf den Ackerflächen ansammeln. Aus dem Verkauf in Rottweil, Tuttlingen, Schaffhausen und Zürich wurden ordentliche Erlöse erzielt. Die Märkte in Ebingen, Nusplingen und Mühlheim hatten gegenüber Zürich nur lokale Bedeutung und waren für derart große Mengen nicht aufnahmefähig, wie es aus der Abgabenliste des Herzogs Eberhards II. ersichtlich ist. Die drei Richter Konrad Stier, Martin Eppler und Melchior Witzemann nahmen am Donnerstag vor Okuli (3. Fastensonntag) 1496 10 Pfund Haller (eine Münze aus Schwäbisch Hall) Steuern und 163 Liter Futterhaber für die Ebinger Kellerei auf. Von den zinspflichtigen Lehen 14 Pfund Haller, 7 Malter (Ebinger Meß a 325,05 Liter) Veesen und 5 Malter Haber. 1750 kauft der Eselmüller 130 Scheffel (1 Scheffel=163 Liter) Dinkel aus Meßstetten und Hossingen auf und lässt über die Grenze in die Schweiz schmuggeln. Da auch aus Hechingen 1000 Scheffel aufgekauft und geschmuggelt wurden, kam es zu einem Kornmangel. Ein Warenlager des nächtlichen Schmuggels soll eine Höhle im Meßstetter Tal gewesen sein. Die Schmugglerhöhle (48° 11′ 18,68″ N, 8° 57′ 46,23″ O) kann über einen schmalen Pfad von der Freithofstraße über Kirchlesfels (48° 11′ 1,4″ N, 8° 57′ 44,8″ O) und Schreifels (48° 11′ 18,64″ N, 8° 57′ 46″ O) erwandert werden.

### Burgkapelle
Die Burgkapelle gehörte wie die 1404 erstmals erwähnte Hossinger St. Nikolauskapelle bis zur Reformation zur Ebinger Martinskirche. Dort befand sich längere Zeit der Friedhof für Hossingen. Alle Einwohner, Manns- und Weibspersonen, Junge und Alte, zu Hossingen gehören von alters her tot und lebendig in die Pfarrei Ebingen. Doch werden sie jetzt 1564 von einem Pfarrer zu Meßstetten versehen. Von Heinstetten aus ist der Totenweg heute noch bekannt: Panzerstraße, Burg Meßstetten und Albabstieg Siebenkreuzlesweg.
Alte Grabfelder wurden in Hossingen gefunden:
Gräber Bohl
TK 25 7819, r. 3494230, h. 5339200.
Die Fundstelle liegt 75 m nordwestlich der Kirche
am Westrand des Ortskernes. Nach einem Bericht
samt Karte von 1891 wurden dort zu einem unbekannten Zeitpunkt „sehr alte Skelette … aber bis jetzt keinerlei Inlagen“ aufgedeckt. Hof aus dem fortgeschrittenen 7. Jahrhundert.
Gräber Ob der Gasse TK 25 7819, r. 3494250, h. 5339410.
Die Fundstelle liegt etwa 200 m nördlich des alten Ortskerns an einem Südwesthang.
Im Jahre 1957 wurden Gräber aus der Merowingerzeit aufgedeckt. Weitere Gräber sollen seinerzeit noch unberührt im Boden gelegen haben. Aufgrund des topografischen Lagebezugs zum alten Ortskern wird es sich bei diesen Gräbern am ehesten um das merowingerzeitliche Ortsgräberfeld handeln. 1275 wirkte Heinrich von Tieringen als Pfarrer. 1360 stiften die Tierberger eine Jahrzeit in der Kirche St. Lamprecht zu Meßstetten, in deren Krypta etliche Tierberger begraben sind. Aus dem Jahr 1337 ist eine der umstrittenen religiösen Urkunden, ein Ablassbrief aus Avignon erhalten: Wer am Altarpatronizium in der Wolfgangskapelle auf dem benachbarten Burg Altentierberg teilnimmt, dem soll laut Bischof Paulus Fluginens ein 40-tägiger Ablass der Sünden zuteilwerden.

### Reformation im Umfeld der Burg
Bereits 1517 predigt Pfarrer Dieter Rieber in Benzingen über den unwirksamen Ablasshandel.
Besonders während der österreichischen Fremdherrschaft (1519–1534) wurde die Reformation mit brutalen Strafen unterdrückt. 1524 bekannte sich der württembergische Herzog zur Reformation. Der Freiburger Arzt Johannes Murer predigte vor Ort in bäuerlicher Kleidung als Karsthans das Priestertum aller Gläubigen. Bei seiner Verhaftung in Balingen 1523 bekannte er, dass er lieber sterben wolle, als auf die Verkündigung des Wortes Gottes zu verzichten. Murer starb dann ebenso den Märtyrertod für das Evangelium wie jene anderen 45 evangelischen Bauernkriegsprediger und Pfarrer. Der Pfarrer von Oberdigisheim reiste von Dorf zu Dorf und forderte die Bevölkerung zur Empörung gegen die Regierung auf. Ein Haufen von 1600 Leuten kam zusammen. 1525 wird der Meßstetter Kaplan German Kopp des Landes verwiesen. Germanus Kopp schloss sich in Meßstetten den aufrührerischen Bauern an, die mit Herzog 1525 gegen Balingen marschierten. Ihre Bewegung war stark von reformatorischen Ideen getragen. Der Ebinger Kaplan Johannes Hauser genannt Lusch wurde im Ebinger Turm inhaftiert. Am 29. Oktober 1535 wird er entlassen, das Tragen der Wehr wurde ihm verboten. Nur ein Brotmesser mit abgebrochener Spitze und ein unbeschlagener Stock war ihm erlaubt. Später wirkt er als Pfarrer in Meßstetten und Laufen.
Der Meßstetter Pfarrer Frischlin war 1551 vertretungsweise Lehrer an der Balinger Lateinschule. Bei einem Kirchenbesuch stimmt er mit den Schülern das Lied Erhalt uns, Herr, bei deinem Wort in Martin Luthers Fassung mit steuere des Papstes Mord an. Der Messpriester flüchtete vom Altar weg im Messgewand nach Haigerloch und soll nicht wieder zurückgekommen sein. Pfarrer Frischlin gilt auch als Experte der Botanik und Begründer der örtlichen Heilkräuterherstellung. Die Grafschaft Hohenberg gilt als ein Hort der Täuferbewegung. 1527 wurden in Rottenburg und 1530 in Tübingen Täufer als Erzketzer zu Pulver verbrannt.
Auch unterhalb der Burg Hossingen soll der Ort Ensisheim wegen der Täufer abgebrannt worden sein, 1586 wurden Wiedertäufer der Glashütte ausgewiesen. Lediglich die Mühle blieb am Radweg vor Bärenthal erhalten. Die Mennoniten berufen sich auf diese Täuferbewegung, der in Binsdorf inhaftierte und später hingerichtete Michael Sattler gilt als Mitbegründer dieser Freikirche.
Lichtmess 1535 wurde die Reformation in Württemberg eingeführt. Der für die Burg Hossingen zuständige Pfarrer Magister Johann Tierberger weigerte sich zunächst seine Pfarrei aufzugeben, die ihm sein Halbbruder Hans Konrad von Tierberg, der Patronatsinhaber der Ebinger Martinskirche verliehen hatte. Hans Tierberger war ein unehelicher Sohn von Melchior von Tierberg. Hans Tierberger hatte 1494 in Freiburg zu studieren begonnen und wechselte dann nach Tübingen über, wo er 1500 den Magistergrad erlangte. Da die Tierberger am alten Glauben festhielten, wollte Herzog Ulrich den Pfarrer nicht länger dulden. 1554 erfolgt ein Tausch: Die Herzöge werden Patronatsherren, traten dagegen das Patronat der Frohnstetter Kirche ab.

### Strategische Bedeutung der Burg Hossingen
Im Vorfeld des Dreißigjährigen Kriegs wurde die Burg und der heute noch vollständig erhaltene Wall auf der rechten Talseite zum Sperrwerk dicht hinter der Südgrenze ausgebaut. Die bereits zu Friedenszeiten eingeteilten Truppen (seit 1521 namentlich) hatten die Aufgabe, die strategisch wichtigen Übergänge zu verhaken und zu sichern. Die Schalksburg war bis zum Bau der Festung Burg Honberg in Tuttlingen 1460 einer der wichtigsten Stützpunkte im Land. Die Burg Hossingen gehört zu einer Burgengruppe der Tierberger Herrschaft, die neben der Burg Meßstetten aus den Burgen Wildentierberg, Neuentierberg und der Stammburg Altentierberg besteht. Mit ihrer berittenen Truppe kann die Hossinger Burg als vorgelagertes Sperrwerk gesehen werden. Unter der Burg von Nusplingen, Oberdigisheim und über die Reichsstraße, örtlicher Dialekt in Kolbingen 1369: „frigen Strass“, von Mühlheim und Tuttlingen. Oben führte die Burgsteige einst über den Weichenwang zur Burg Meßstetten. Dort wird die Straße erreicht, welche einst von Ebingen über die Burg Meßstetten und beim im 15. Jahrhundert abgegangenen Riedern über die Donau nach Lengenfeld. Als Donauübergang diente offenbar die Werbenfurth, so bereits genannt im Werenwager Urbar von 1468. In seinem Profil ragt der etwa vier Meter breite Weg bei Werenwag ohne erkennbaren Anlass erheblich aus dem flachen Gelände empor und wirkt in seiner Mitte stark überhöht. Der alte Handelsweg Seestraße führt zum Bodensee. Heute handelt es sich mit Ausnahme des Truppenübungsplatzes um ausgeschilderte Wanderwege. Startpunkt 1 für Wanderungen: Bahnhof Hausen im Tal, mit dem Auto Parkplatz (48° 4′ 23,51″ N, 9° 0′ 35,85″ O). Startpunkt 2 für Wanderungen: Bahnhof Albstadt-Ebingen, mit dem Auto Parkplatz am Weg zur Sandgrube (48° 12′ 5,92″ N, 9° 1′ 20,54″ O), oder unten in der zweiten Haarnadelkurve (48° 12′ 13,9″ N, 9° 1′ 12,52″ O). Es können die in den Fels geschlagenen Spurrillen der Fuhrwerke und die nach einem Unglücksfall in den Fels eingeschlagenen sieben Kreuze erwandert werden. Startpunkt 3 für Wanderungen: Bahnhof Albstadt-Laufen oder Lautlingen. Mit dem Autoparkplatz Oberbuch (48° 11′ 27,17″ N, 8° 56′ 41,67″ O). Eine Abzweigung zur Burg Altentierberg ist als Wanderweg ausgeschildert.
Eine von Meßstetten herkommende Römerstraße (Hochstraße) führt über die Markung Nusplingen, Heidenstadt und lief über die Hardt durch die Walddistrikte Hardt und Unterwalden gegen Irrendorf. Noch haben wir eine alte Straße, das sog. „Landsträßle“, zu erwähnen, die von Ebingen über den Weichenwang an der Burg Hossingen vorbei nach Ober-Digisheim, quer durch die Obernheimer Felder am Burgbühl vorüber nach Thanneck und weiter nach Rottweil führte und wahrscheinlich römischen Ursprung ist.
Im Spanischen Erbfolgekrieg beschließen Reichsgeneralfeldmarschall Herzog Eberhard Ludwig, Feldmarschall von Thüngen und Fürst Meinrad II. von Hohenzollern-Sigmaringen die Verteidigungsanlagen bei der Hossinger Burg mit Abraum aus dem Bohnerzbergbau nahe gelegener Abbaustellen zu verstärken und in eine moderne, durchgehenden Verteidigungslinie einzubinden. Vom Bodensee über Fridingen (48° 1′ 59,62″ N, 8° 57′ 2,45″ O), das Bäratal an die Lochen, über das Lautlinger und Tannheimer Tal zur Zollersteig, dann über das Killertal zur Talheimer Steig und weiter nach Osten. Im April 1704 waren die Schanzarbeiten abgeschlossen.

### Das Geleit
Zum Schutz gegen räuberische Überfälle und Raubtiere war das Geleit als Regal eingerichtet. 1456 gewährte der Ebinger Vogt im Namen des Grafen von Wirtenberg den Städten Konstanz, Überlingen, Lindau und Pfullendorf Geleit. Nach Rottweil 1475 bis zur steinernen Brücke bei der Mühle in der Rottweiler Altstadt. Geleitsteine kennzeichneten die Grenzen. Aus einem Brief von 1560 geht hervor, dass die jüdischen Handelsleute die Straßen „hefftig und vill“ gebrauchen.

### Das Testament eines Kölner Erzbischofs
Am 5. November 1632 besetzte Oberst Hans Michael Rau das angrenzende truchsessisch-waldburgische Gebiet mit Nusplingen, von Meßstetten aus um ein Testament mit militärischen Mitteln in Kraft zu setzen. Am 4. Dezember 1577 wurde der Nusplinger Truchsess Gebhard von Waldburg zum Kölner Erzbischof gewählt. 1582 bekannte sich der Kölner Erzbischof zur Reformation und heiratete Agnes von Mansfeld. Eine Sage berichtet, dass die dunkelbraunen, fast schwarzen Augen der der hübschen Mansfelderin den Kleriker verzauberten und verführten. Rasch vergaß er das Zölibat und traf sich mit seinen Geliebten auf einem abgelegenen Schloss. Nach lutherischer Lehre darf ein Priester heiraten, weil Gottes Schöpfungsordnung die Ehe vorsieht; eine Lehre, die die Ehe verbietet, ist teuflischen Ursprungs und von daher abzulehnen. Nach der Rechtsauffassung Wirtenbergs wurde Nusplingen in einem gültigen Testament von Gebhard von Waldburg an den wirtenbergischen Herzog vererbt.

### Der Weiher unterhalb der Burg
Die Verteidigung der Südgrenze Württembergs wurde durch einen mit einem Klauser-Staudamm aufgestauten Weiher erleichtert, im örtlichen Dialekt „Weiherle“ genannt. Entwicklungen in der Waffentechnik bedingen eine Veränderung im Burgenbau. Da der Gegner Schusswaffen nutzte, musste der Angreifer schon weit außerhalb wirkungsvoll zum Stehen gebracht werden. Die Wasserkraft wurde mündlicher Überlieferung zufolge vom Wasserrad der Sägemühle unterhalb der Burg im Sägental genutzt. 1384 wird in der hohenbergischen Steuerliste das Anwesen der Familie App auf Gemarkung Unterdigisheim veranlagt. Das Appental befindet sich unterhalb der Burg Hossingen.

### Bergbau bei der Burg

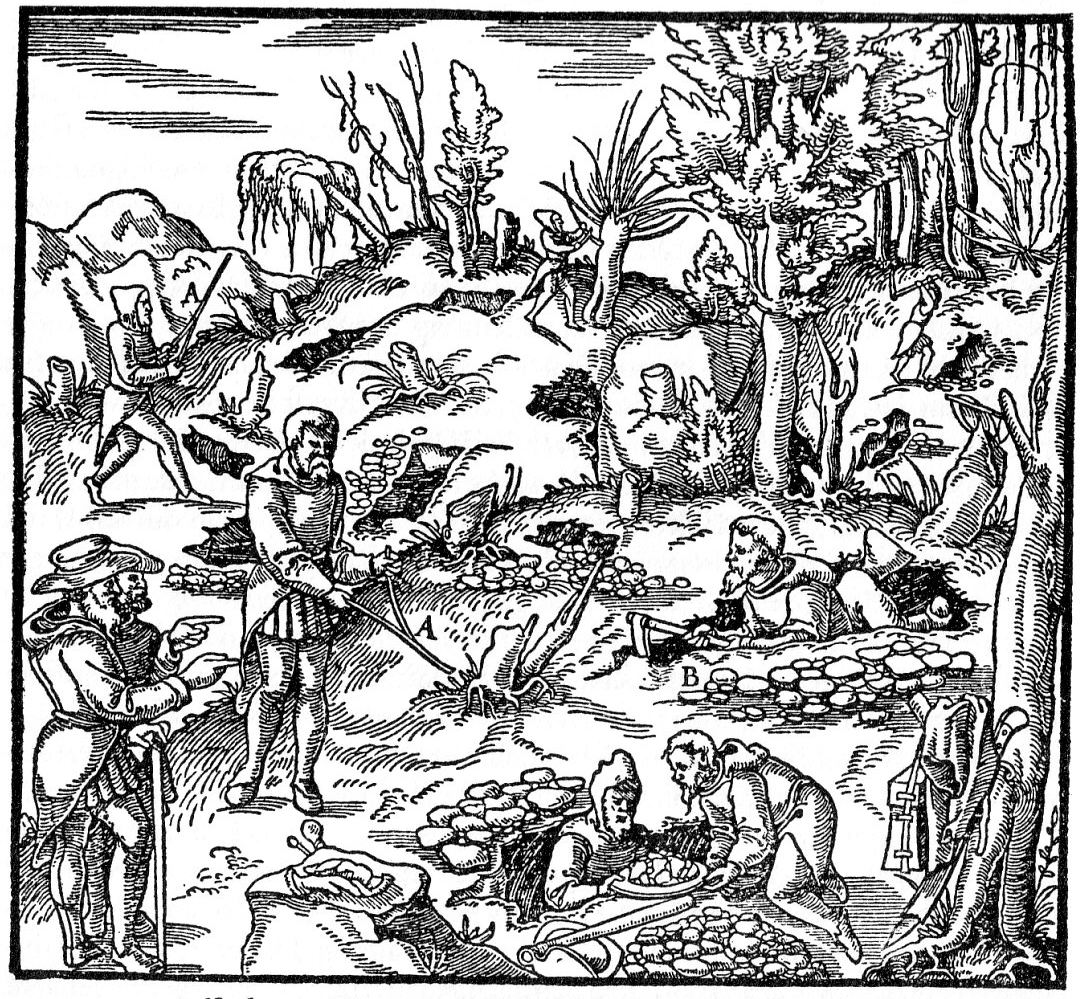
Bergbau im Mittelalter in Agricolas De re metallica 1556.

In der Gegend wurde Bergbau betrieben. Über die Siedlungen in keltischer Zeit wird geschrieben: Eine der reichen Beigaben nach durchaus einträgliche ökonomische Grundlagen der Bewohner könnte auch die Eisenerzgewinnung gewesen sein. Neben dem Tagebau bis 15 Meter Tiefe wurden auch bergmännisch Strecken aufgefahren. Fidel Eppler aus Lautlingen war als Erzaufseher tätig, alle anderen schürften als Selbständige auf eigenes Risiko und wurden anhand der Erzmenge bezahlt. Manche Stecken folgten Lehmspalten und Höhlen. Andere folgten Erzflözen, die oft in Trockentälern vorkommen. Manche Gruben im Zollernalbkreis waren über vier Leitern tief. Unten wurde ein breiter Gang aufgefahren. Frauen und Kindern war der Zutritt verboten. Die Beleuchtung erfolgt mit Erdöl. Die Männer stellten sich vor Arbeitsbeginn zum Schichtgebet um das Loch herum und sprachen ein Vaterunser. Das gewaschene Erz wurde mit fünf Fuhrwerken in die Hüttenwerke gefahren. Am Berg leisteten die Fuhrleute einander Vorspann. Das verdiente Geld wurde verteilt. Die Gemeinde erhob Steuereinnahmen (Kübelgeld). Das gewonnene Eisenerz wurde mit Holzkohle zu Schmiedeeisen und Federstahl verhüttet. Fast alle in Baden-Württemberg geschmiedeten Feuerwaffen wurden auch noch zu Beginn der industriellen Gewehrproduktion in Oberndorf aus hochwertigem Stahl aus den Schmelzwerken Harras. Ludwigsthal und Thiergarten gefertigt. Die 240 Pfund Bohnerz fassenden Holzkübel wurden mit 14 Kreuzern a 25 Liter vergütet. Ein besonderer häufiger Gewerbezweig war das Fuhrgewerbe. Neben den Pferden für den Erztransport wurden in Meßstetten weitere für Schweizerfahrten vorgehalten. Ferdinand von Steinbeis gelang es, den Hochofenprozess in Ludwigsthal zu optimieren. Die unten angespitzten Sprieße wurden zum Beispiel in Tailfingen gekauft und von Lautlinger Knappen am Hörnle verbaut. In Lautlingen wurde im Eisenroggenstein ein Eisengehalt von 30 Prozent gemessen. Das im Mittelalter übliche Anspitzen verhinderte ein Schnellen der Sprieße unter Überlast. Ein bevorstehendes Versagen kündigte sich durch einen wachsenden Bart an der Spitze an. Somit beruht der Geheimgang in der mündlich überlieferte Sage wohl auf tatsächlich vorhandenen Bohnerzstollen.
Auch Doggererz wurde bis 1861 für die Hüttenwerke in Ludwigsthal in der Gegend abgebaut. Aus einem am 13. Juni 1857 von Untersteiger Bosch aufgefahrenen, 3,5 km langen Stollen sind restaurierte Hölzer im Tuttlinger Fruchtkasten ausgestellt. Der Transport der Bohnerze von den Abbaustandorten beziehungsweise Erzwäschen zu den Hütten war „wesentlich bedingt durch die Länge und den Zustand der Communicationswege zwischen Wäsche und Hütte“. Nicht selten musste das Erz von höher gelegenen Schürfgruben erst mühsam bergab gebracht werden, bevor eine Ortschaft oder ein besserer Weg erreicht war. In der Nähe von Abbaustandorten finden sich mancherorts noch heute Karrenspuren, die sich tief in das Gelände eingegraben haben und vom aufwendigen Transport der schweren Last zeugen. Bei Fahrzeiten von bis zu zwölf Stunden auf nicht oder nur unzureichend ausgebauten Wegen konnte der Transport bis zu 50 Prozent der Gesamtkosten ausmachen, bei sehr großen Entfernungen sogar mehr. Zur Verbesserung der Rentabilität wurde daher vorrangig das Bohnerz aus den zentral gelegenen Gruben Hohenzollerns zu den beiden inländischen Hütten gebracht. Die Orte am nördlichen Rand der Schwäbischen Alb lieferten hingegen eher an die badische Hütte in Pforzheim, die östlichen beziehungsweise westlichen an die württembergischen Hütten in Schussenried (Landkreis Biberach) und Ludwigsthal bei Tuttlingen.

### Kriegsschauplätze bei der Burg
1514 kommt es zur Verschwörung gegen die Herrschaft. Die Anführer ziehen einen Kreis. Durch Einstechen treten die Verschwörer dem armen Konrad bei. Die Gegend um Balingen ist eines der Zentren des Aufstandes. Im Tübinger Vertrag ringen die Aufständischen der Obrigkeit Mitspracherechte ab.
Bauernkrieg 1525: Gleich zu Anfang des Jahres plündern die Aufständischen die Schalksburg aus. Das Abzeichen der Bauern um Balingen war eine schwarz rote Fahne mit weißem Kreuz. Im Bauernkrieg wurde die Burg Hossingen laut mündlicher Überlieferung beschädigt. Kaplan German(us) Kopp in Meßstetten schloss sich den aufrührerischen Bauern an, die mit Herzog Ulrich gegen Balingen marschierten. Im Bauernkrieg 1525 erreicht die Soldaten vom Bauernjörg am 29. Februar über das Bäratal den Lochenpass. 20. Januar 1526: Strafgericht in Hüfingen. Beim Prozess wurden sämtliche dem Henker übergeben. Der band alle zusammen und führte sie zur Richtstätte. Schon war zweien das Haupt abgeschlagen, rannt Graf von Fürstenberg und andere Edelleute zu dem Richter und baten sie zu begnadigen gegen 50 Gulden und das Versprechen in kein öffentliches Wirtshaus mehr zu gehen. Das evangelisch-lutherische Württemberg war Dreißigjährigen Krieg beteiligt. Am 15. Februar 1632 kam es um 24 Uhr zu Kämpfen und Plünderungen durch kaiserliche Reiter unter dem Obervogt zu Gutenstein. Mehrere Meßstetter Bürger wurden tödlich verwundet.104 Männer aus der Herrschaft Gutenstein waren als Musketiere im Einsatz, 68 Männer mit Doppelsöldnern. Die Namen der Angreifer sind überliefert: Hauptmann Andreas Riester, Leutnant Urban Mors und Feldwebel (Veldwaibel) Wilhelm Barfüeßer. Auch am 20. Mai 1634 und am 30. April 1635 sind in Meßstetten Tote zu beklagen. Bewohner waren 1635 hinter die Mauern der Stadt Ebingen geflohen. Zahlreiche Taufen und Hochzeiten sind im ältesten Ebinger Kirchenbuch festgehalten. 1633 kam es in Mühlheim und Nusplingen zu Kämpfen. Truchsess Wilhelm Heinrich berichtet, wie am 16. Oktober 1633 an der Burg in Hossingen in Richtung Unterdigisheim vorbeiziehende schwedische und württembergische Truppen Nusplingen plünderten, ausraubten und niederbrannten. Alles außer zwei Häuslein in der Stadt und der einen Kirche samt noch drei Gehäusgert in der Vorstadt zu einem erbärmlichen Anblick in die Asche gelegt. Nach der verlorenen Schlacht von Nördlingen flieht der Herzog nach Mömpelgard, 1635 wird Meßstetten an Graf Heinrich von Schlick verschenkt. Damit hat Meßstetten einen neuen Ortsherrn für 13 Jahre. Ab dem 20. Februar 1637 wird der Krieg auch mit nicht militärischen Mitteln geführt: Mädchen und Witwen soviel als möglich an katholische Männer zu verheiraten. Am 29. Januar 1641 wurden bei einem Angriff der Hohentwieler auf Balingen 20.000 Taler erbeutet. Im Wirtshaus zum Adler in Tuttlingen kehrte Konrad Widerhold mit der siegreichen Mannschaft ein.
1643 kam der bayrische Oberst Kreuz von Tuttlingen her über die Reichsstraße an der Burg vorbei und wollte in Ebingen übernachten. General Erlach schlug ihn in die Flucht und zerstörte die Ebinger Stadtbefestigung. Nach einem Überraschungsangriff am 24. November 1643 auf Tuttlingen erbeuteten bayerische Truppen zahlreiche Geschütze der Franzosen. Etwa 600 Mann sicherten damit die Gegend rund um Tuttlingen und bauten Palisaden und Wälle. 1645 griff Konrad Widerhold Tuttlingen und die Umgebung an. Die letzten verbliebenen Kampftruppen Württembergs, stationiert auf der Festung Hohentwiel, hatten den Befehl alle Palisaden, Stadttore und Sperrwerke zu zerstören. Württembergische Truppen erreichen über die Hossinger Burg die Ebinger Vorstadt. Im Laufe des Kriegs wurde die Anlage vollständig geschleift.
Bis April 1704 wurden Palisaden und Wälle bei der Burg zur Sicherung der Südgrenze Württembergs im spanischen Erbfolgekrieg verstärkt. Im spanischen Erbfolgekrieg (1702/5) sollte nach einem Plane die große Postirungslinie von Geislingen über die Alb bis auf den Kniebis durch das Spaichinger Thal geführt werden.(v. Martens 573. Mone, Zeitschr. 18, 139). Die bayrisch-französische Armee konnte durch die Verteidigungslinie nicht aufgehalten werden und marschierte am 11. Mai 1704 in Tuttlingen ein. 1704 zieht Feldmarschall von Thüngen mit 8000 Soldaten über das Bäratal zum Lochenpass. Im Oktober 1796 entsteht durch französische Reiter ein Schaden von 299 Gulden und 52 Kreuzern in Hossingen und in Meßstetten von 3325 Gulden und 22 Kreuzer.

## Sagen
Die Sagen sind als olale Artefakte unter einer Akustikwolke am Heimatmuseum in einer Hörstation abrufbar. Derzeit verleihen Bürger der Station ihre Stimme.

### „Stadt Wangen“
Sagenhafte Erinnerungen weiß man von abgegangenen Orten. Eine Stadt Wangen sei zwischen Hossingen und Meßstetten verschwunden. Abgebaute Tonvorkommen in diesem Gebiet zeugen von einer handwerklichen Fertigung.

#### Ansatz Urkunden zu Wangen
Der 1477 genannt Ort Neu-Wangenhausen (Nüwenghausen) konnte bisher keinem anderen Ort im Oberamt zugeordnet werden. Die Klosterfrauen von Margrethausen vergaben in Meßstetten Pachtland. 1495 und 1527 werden die Pächter und Angrenzer der Lehen namentlich genannt: Bechthold, Brucker, Decker, Eppler, Hummel, Frick, Fritz, Gaenkinger, Gerstenecker, Gomeringer, Göring, Herter, Jaeck, Kästle, Kienle, Kummer, Landöß, Luippold, Narr, Neefen, Raitlin, Röthlin, Roth, Schick, Schuirer, Vischer (heutige Schreibweise: Fischer), Weber. Ferner Lörin Schörer und Stier. In Oberdigisheim Meyer, Hayni und Schweitzer. Eine Zuordnung von exakten Wohnorten ist über Musterungslisten und Kirchbücher nur bedingt möglich.

#### Ansatz Flurnamen zu Wangen
Die Flurnamen der Bergkuppe Weng im Truppenübungsplatz und Wangen bei der Radarstellung Weichenwang sind vielversprechend.

#### Ansatz Karten mit Zelgen der Dreifelderwirtschaft
Hinter der oberen Tieringer Zelge hin zum Gräbelesberg wäre eine Siedlung mit drei Zelgen in der Dreifelderwirtschaft möglich. Während einer Schießpause 2013 sichtete eine Gruppe unter Aufsicht nicht von Munition belastete Flächen beim Kählesbühl im Truppenübungsplatz. Der Heimat- und Geschichtsverein Meßstetten konnte dabei alte Weidegrenzen der Zelgen bestimmen. Die beiden Hügel am Schlossberg mit den vermuteten Burgställen wurden nicht gesichtet.

#### Zufallsfunde im Suchgebiet
Beim Bau einer Kandel (Wassergraben) fand der Meßstetter Pfarrer Oetinger einen Bronzekessel und Scherben im Aushub. Unter höhnischem Gelächter der Bauarbeiter sicherte er die Funde und gab sie zur Auswertung in fachkundige Hände. Das Gebiet wurde um 1850 öfters von Raubgrabungen heimgesucht.

#### Aktivitäten der Staatssammlung vaterländischer Alterthümer im Suchgebiet
Alfred Ludwig Oetinger (von 1856 bis 1868 Pfarrer in Meßstetten und Hossingen) ließ zunächst auf eigene Rechnung, später auf Rechnung der Staatssammlung vaterländischer Alterthümer umfangreiche Grabungen durchführen. Der Zufallsfund wurde durch systematische Nachgrabungen ergänzt. Die umfangreichen Funde von Grabbeigaben deuten auf eine frühe Besiedlung im Bereich Wangen unterhalb des Weichenwangs hin. Im Jahre 1869 war eine exakte zeitliche Zuordnung der Funde technisch noch nicht möglich, deshalb wurden in der damaligen Zeit die zu den Gräbern gehörenden Siedlungen sehr groß angenommen. Ein Wagengrab mit kunstvoll bearbeiteten Holzteilen wurden damals, passend zu Sage, der Oberschicht einer nach kurzer Nutzung zerstörten keltischen Stadt zugeordnet.

#### Aktivitäten von Apotheker Edelmann im Suchgebiet
In der Gräbergruppe im Gewann Wangen zwischen Meßstetten und Hossingen wurde ein Grab Aus dem 12. Jahrhundert v. Chr. freigelegt Aufkauf durch das Britische Museum in London. Somit ist hier von einer lokalen Bestattungstradition über mehrere Jahrhunderte auszugehen.

### „Schimmelreiter und Burggarten“

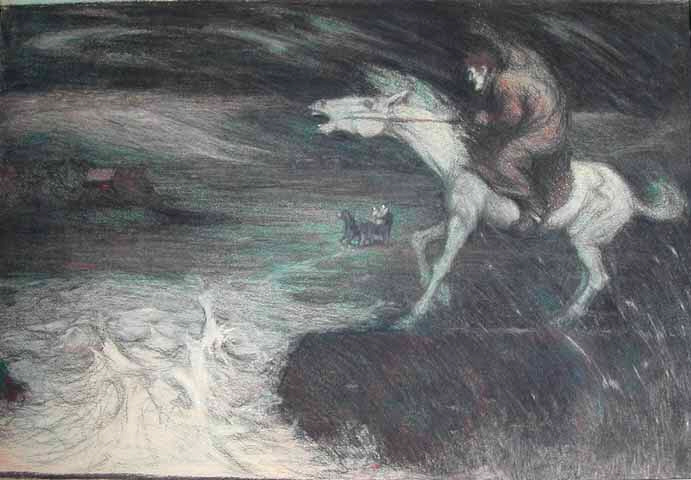
So ein Schimmelreiter soll an gewissen Tagen auch in Hossingen sichtbar sein

Eine alte Sage berichtet von einem zu gewissen Zeiten sichtbaren Schimmelreiter, der auf dem Weg zu seinem Garten am Leuzenfelder Wasen sei.

### „Des Schimmelreiters heimliche Liebschaften“
Eine alte Sage berichtet von dem Schimmelreiter, der sich mit seiner Geliebten heimlich beim Weichenwang trifft. Manchmal in stürmischen Herbstnächten soll nämlich auf dem alten Schloss Burtel bei Hossingen, von dem noch wenige Reste vorhanden sind, ein Schimmelreiter sichtbar werden, der gegen den Weichenwang (Heiligenwang) herüber reite. Bei den Liebespaar handelt es sich um eine standesgemäße Beziehung zwischen einem edlen Ritter und die Tochter des Burgherrn. Ihre Wohnorte sollen die Burgen Hossingen und Tierberg sein. Und nun sind wir gekommen zu der Zeit, die ja für die Menschen meist einen wichtigen Schritt im Leben mit sich bringt, die Zeit des Eheschlusses. Jetzt beginnt ja eigentlich erst das Leben, ausgefüllt durch das Streben nach den vorgesteckten Zielen. Das Liebespaar trifft sich zuerst abends auf dem Felde nahe beim Dorfe, später vor dem Hause der Geliebten, endlich kommt der „Künftige“ gar ins Haus derselben. Oft kommt es vor, dass ein solcher Verkehr 10 Jahre lang bis zur Verheiratung bestanden hat. Eine Verlobung gibt es nicht. Emil Schweizer bindet 1898 die bekannte Version dieser Sage in seinen Artikel aus den Balinger Bergen ein. Einen vagen Hinweis bietet eine alte Urkunde: Der edle Knecht Kunz erwarb am 14. Juli 1327 von den Herren von Bubenhofen eine Burg bei Meßstetten. War der Hossinger Burgherr in Schwierigkeiten und musste an die reichen Herren von Bubenhofen verpfänden? War der Schimmelreiter Kunz von Neuentierberg und hat für seine Geliebte die elterliche Burg in Hossingen erworben? Im Jahr 1442 verweigerte der Leutpriester vom Meßstetten mehreren Männer die Sakramente wegen Unzucht im Wiederholungsfall mit der Magd Gera Trulgestin.

### „Der Burggeist“
Kindern, die bei Nacht nicht schlafen wollen, wird neben den Nachtkrähen (örtlicher Dialekt „Nachtkrappen“), die tatsächlich zu ihren Schlafplätzen in der Krappenhalde bei der Schmugglerhöhle ins Lautlinger Tal fliegen, auch mit dem „Burggeist Burteleß“ gedroht. Der Schwarze Verri, ein kurz nach seiner Verurteilung im Biberacher Turm während eines Blitzschlags abberufener Räuberhauptmann, ist ebenfalls als Kinderschreck bekannt. „Der Burteleß kommt und holt dich!“. Seit 2012 gibt es den Burggeist neben dem Wanderweg zur Hauptburg in einem Baumstumpf als geschnitztes Kunstwerk.

### „Geheimgang zum Burggarten“
Ein Geheimgang soll zum Leuzenfelder Wasen führen. Dort befindet sich ein Lustgarten.

### Till Eulenspiegels Doppelgänger
Es ist Peter Schneider aus Meßkirch der in der Gegend wirkte. In Winterlingen hat er während des Sonntagsgottesdienstes Hühner und Kapaunen des Pfarrers narkotisiert. Er ließ sich dem Pfarrherrn als fahrenden Scholar der die schwarze Kunst versteht anempfehlen. Ahnungslos ging der Geistliche auf den Vorschlag ein und bewilligte den Lohn von vier Kapaunen. Gute Lüftung des Stalls, verbunden mit etwas Hokuspokus brachte wieder Leben in die betäubten Leiber. Die vier Kapaunen wurden in froher Laune verzehrt und auch der hierzu eingeladene Pfarrer beteiligte sich am Mahle.

## Wissenschaftliche Ausgrabungen
1916 fanden Ausgrabungen statt. Der Lehrer Bach von Hossingen legt mit seinen Schülern Grundmauern der Burg frei. Konrad Albert Koch dokumentiert die Freilegungsarbeiten. Dabei wurden die bis 2 Meter hohen Mauern mit den damals üblichen Abweichungen erfasst. Um die Ruine zu erhalten, wurden die Mauerreste vollständig mit Erde abgedeckt. Konrad Albert Koch gelang eine vollständige künstlerische Rekonstruktionszeichnung der Anlage. Die nicht immer unumstrittenen künstlerischen Rekonstruktionszeichnungen – zu denen er schrieb, „so könnte es wahrscheinlich ausgesehen haben“ – finden seither gern Verwendung. Ein Fernsehfilm ist in Planung.
Ab 2008 wurden die Messungen mit wesentlich höherer Genauigkeit von einem Team um den Meßstetter Burgenforscher Franz Josef Häring wiederholt und digitalisiert. Eine 3D-CAD-Simulation in der Westansicht vom linken Teil der mehrteiligen Burganlage ist an einer Infotafel unter der Burganlage einsehbar. In der Vorburg stellt eine zweite Infotafel am Wandererweg die freigelegten Grundmauern von Lehrer Bach und Burgenforscher Konrad Albert Koch dar. Eine dritte Tafel ist hinter der Zugbrücke platziert und zeigt die Burganlage in sechs Ansichten. Forschungsarbeiten in den Archiven wurden 2017 von der Stadt Meßstetten an die Uni Tübingen in Auftrag gegeben.

## Erhaltungs- und Sicherungsmaßnahmen

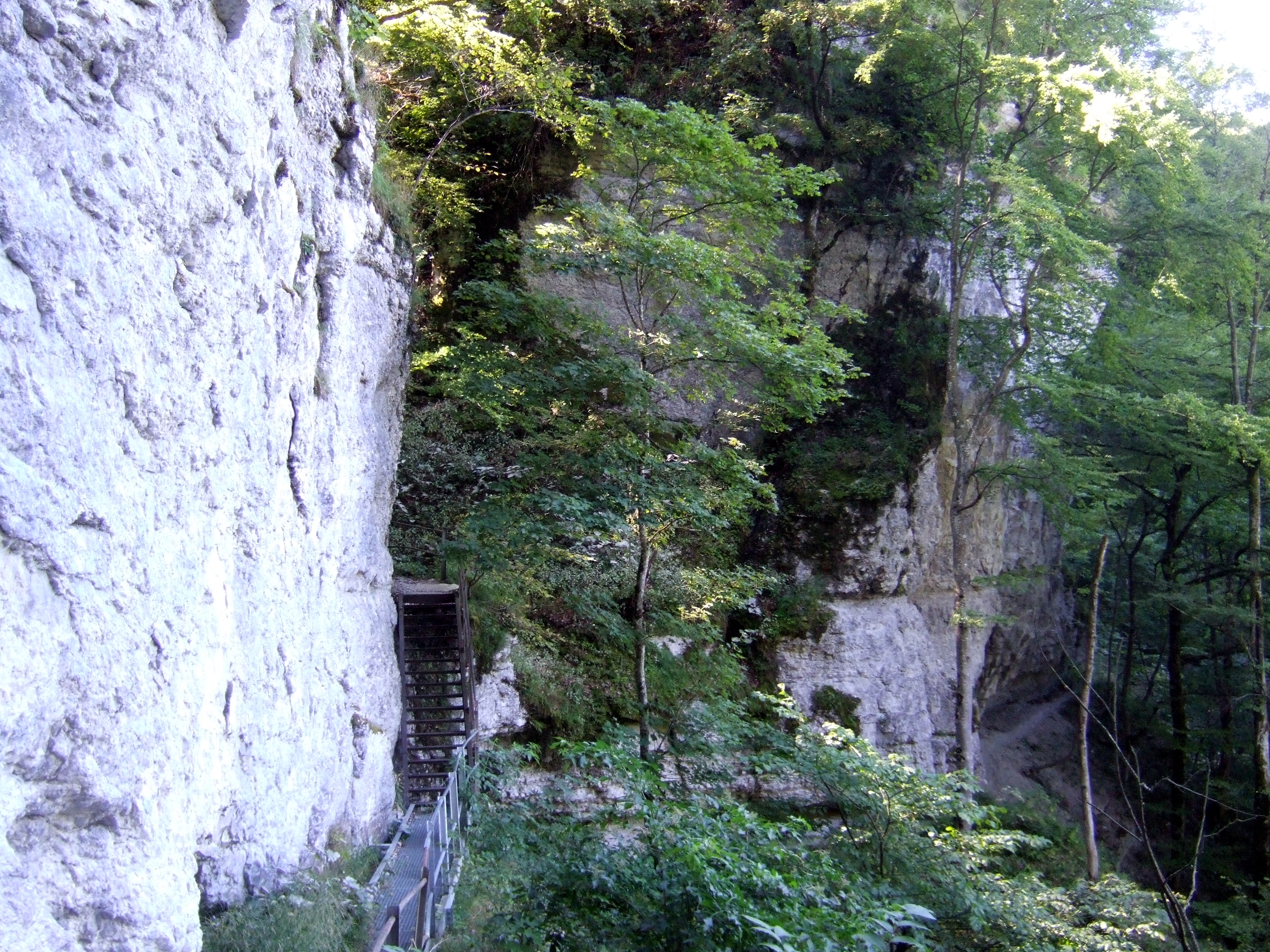
Zuweg über die Hossinger Leiter zur Burg Hossingen vom Bahnhof Lautlingen

2011 rekonstruierte der Schwäbische Albverein Ortsgruppe Hossingen eine Zugbrücke. Nachdem im Naturpark Obere Donau alle Holzbrücken am Radweg aus Sicherheitsgründen erneuert werden mussten, wurde eine feuerverzinkte Stahlbrücke mit wetterfestem Geländer aus Lärchenholz erstellt. Die historische Ausführung mit glatten Dielen und ohne Geländer ist heute europaweit nicht mehr zulässig. Ein steiler, für sportliche Wanderer ausgelegter Pfad führt durch einen weiteren Graben auf die Fläche des ehemaligen Hauptturms. Die Texte für die Infotafeln erstellte Burgenforscher Häring mit dem Landesdenkmalamt. Eine frei zugängliche Schutzhütte mit Tisch und Bänken wurde 2014 oberhalb der Burg angefertigt. Der Wanderweg ermöglichen einen Zugang. An den Masten von jedem Wegweiser befinden sich auf einem kleinen Schild UTM-Koordinaten, die bei Notrufen die Rettung erleichtern. Nachdem der Wald auf dem Burgstall entfernt wurde stellen Baumstämme aus wetterfestem Douglasienholz und entsprechend dem Mauerverlauf gepflanzte Hainbuchen zukünftig die von Konrad Albert Koch festgestellten Umrisse der Burg und des Wirtschaftshofes dar. Höfe entstanden nach dem Aufkommen der Höhenburgen als zugehörige Wirtschaftshöfe. Alle Arbeiten wurden behördlich genehmigt.

## Frühere Nutzung des Burgstalls und der Quellen
Vor der Erfindung der Kühlschränke gewannen die Hossinger Bierbrauer Eis im Wassergraben, welches in Kellern eingelagert wurde. Später wurden diese Quellen gefasst und in einem Rohr unter der Kreisstraße hindurch zu einem Ubootdieselmotor in einen unterirdischen Bunker geleitet. Von dort aus wurde das Wasser in die mittlerweile stillgelegten Hossinger und Meßstetter Färbereien gepumpt; heute Heubergpassage. Bei einem Bombenangriff auf Nusplingen am 15. Januar 1945 wurde die Wasserversorgung auf dem Heuberg zerstört. Die Menge der Brunnen (in den Orten) reicht nicht aus und so musste auch Wasser vom Burtel (Schreibweise von Ernst Sauter an Aussprache orientiert: Pudel) abgeholt werden. Die Normalverbraucher holten ihr Wasser mit Handleiterwagen und dementsprechenden Gefäßen ab. Die Bauern, die Pferde hatten, holten das Wasser in Fässern und Behältern ab.

## Heutige Nutzung des Burgstalls
In den letzten Jahren wurde, nicht zuletzt unter der Einbeziehung von Geldmitteln der Europäischen Union, versucht das Gelände museal aufzubereiten. Um Halbtagstouristen ein attraktives Ziel zu bieten, wurde ein Fachplaner für Wanderwege beauftragt, das Gebiet der Stadt Meßstetten zu untersuchen. Im Naturpark Obere Donau wird an Wochenenden ein vertaktetes Angebot im Schienenverkehr auf allen Strecken gefahren. Triebwagen welche von der Hohenzollerischen Landesbahn betrieben werden, verkehren hier sonn- und feiertags, um das Naherholungsgebiet für den Tourismus attraktiver zu machen. Drei Rundwanderwege in den Meßstetter Ortsteilen Hossinger Hochalbpfad, Felsquellweg Oberdigisheim und Hochalbpfad Tieringer Hörnle erfüllen die Anforderungen des Fachplaners.
Der 13,9 Kilometer lange Rundweg Hossinger Hochalp führt über den Heimberg, Wanderparkplatz Heimberg Hossingen Navi: Laufener Weg 72469 Meßstetten Hossingen (48° 12′ 6,57″ N, 8° 55′ 2,68″ O) zum Gräbelesberg. Über die Höllhütte zum Baienfelsen (48° 11′ 30,7″ N, 8° 53′ 50,85″ O) und Spitzfelsen (48° 11′ 17,42″ N, 8° 53′ 34,27″ O) geht es über den Oberdigisheimer Weiler Michelfeld am Wall vorbei zur Burg Hossingen
(48° 11′ 1,38″ N, 8° 55′ 14,13″ O) und über den Lerchenbühl zur Hossinger Leiter (48° 11′ 38,71″ N, 8° 55′ 43,95″ O). Bei einer Zertifizierung als Prädikatswanderweg erreichte der neue Rundwanderweg bereits 58 von 40 erforderlichen Punkten. Mitarbeiter der Stadtverwaltung werben auf der CMT Messe in Stuttgart. Eine grundbuchmäßige Erhebung verhindert zukünftige Zaunbauten. Die Erhaltung des kulturhistorischen Erbes verbindet sich dabei mit einem besonderen Naturerlebnis. Mitarbeiter der Stadtverwaltung werben auf der CMT Messe in Stuttgart. Ohne Pflegemaßnahmen zieht sich die heutige Vegetation, mit vielen geschützten Pflanzen, durch Verschattung auf ein sehr schmales Band bei den Felsen zurück. Bürgerschaftliches Engagement der Stadt Meßstetten, unterstützt von Feuerwehr und Albverein, sorgte für die Pflege des Biotops. Das Gelände wird alle vier Jahre gemäht, Bäume und Hecken wurden entfernt, mehrjährige Pflanzen stehen gelassen.

## Erreichbarkeit
Vom Bahnhof Albstadt-Lautlingen oder -Laufen kann der Albtrauf bei Hossingen in Gegenrichtung des ausgeschilderten Rundwanderwegs Hossinger Leiter (48° 11′ 38,71″ N, 8° 55′ 43,95″ O) erwandert werden. Ebenso ist für Wanderer, die mit dem Auto anreisen, ein Parkplatz mit acht Stellplätzen vorhanden.

## Gefahrenhinweise
Nachdem im Mai 2013 die Geländer der Hossinger Leiter aus haftungsrechtlichen Gründen an der Hossinger Leiter weitgehend entfernt wurden, hat sich das Unfallrisiko, insbesondere bei Nässe erhöht. Festes Schuhwerk und Schwindelfreiheit wird vorausgesetzt. Bei Ungeübten und Kindern sollte ein Anseilen im tief abfallenden, felsigen Steilhang vor dem ersten Brückenbauwerk erwogen werden.
Schon im Jahre 1894 warnte Ferdinand Link aus Ebingen: Schon mehr als ein wohlbeleibter Wandersmann machte angesichts der schwankenden Leiter respektvoll kehrt. Leider sind die Fälle nicht ganz so selten, dass Unvorsichtige, die bei Nacht und Nebel die Leiter zum Aufstieg benützen wollten, ihre Waghalsigkeit mit einem Sturz in die Tiefe büßen mussten.
Auf dem Gelände gedeihen zahlreiche giftige Pflanzen wie Gelber Eisenhut, Fingerhüte und Tollkirsche.